# Geografia de Nova Zelanda

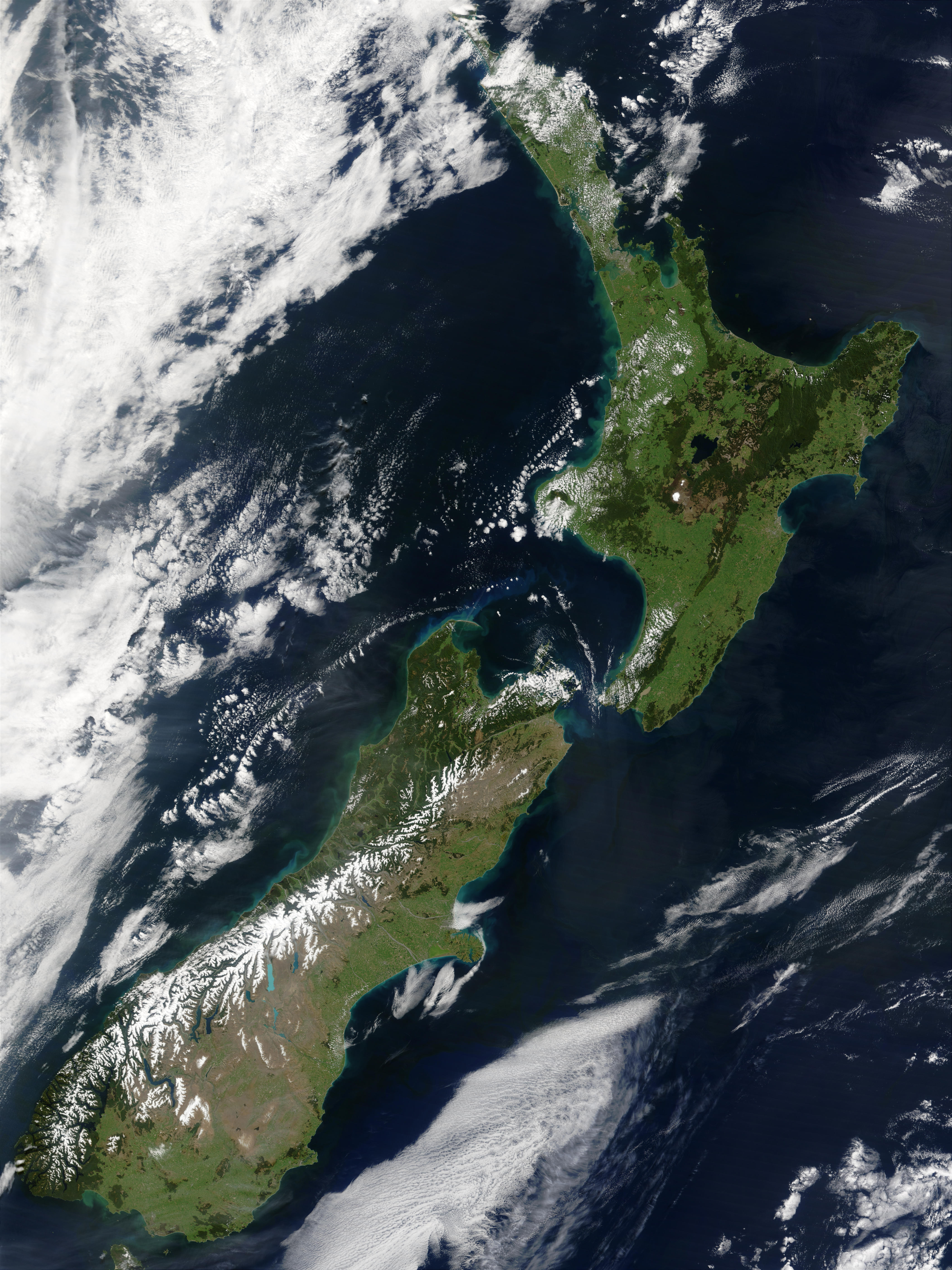
Imatge de satèl·lit de Nova Zelanda.

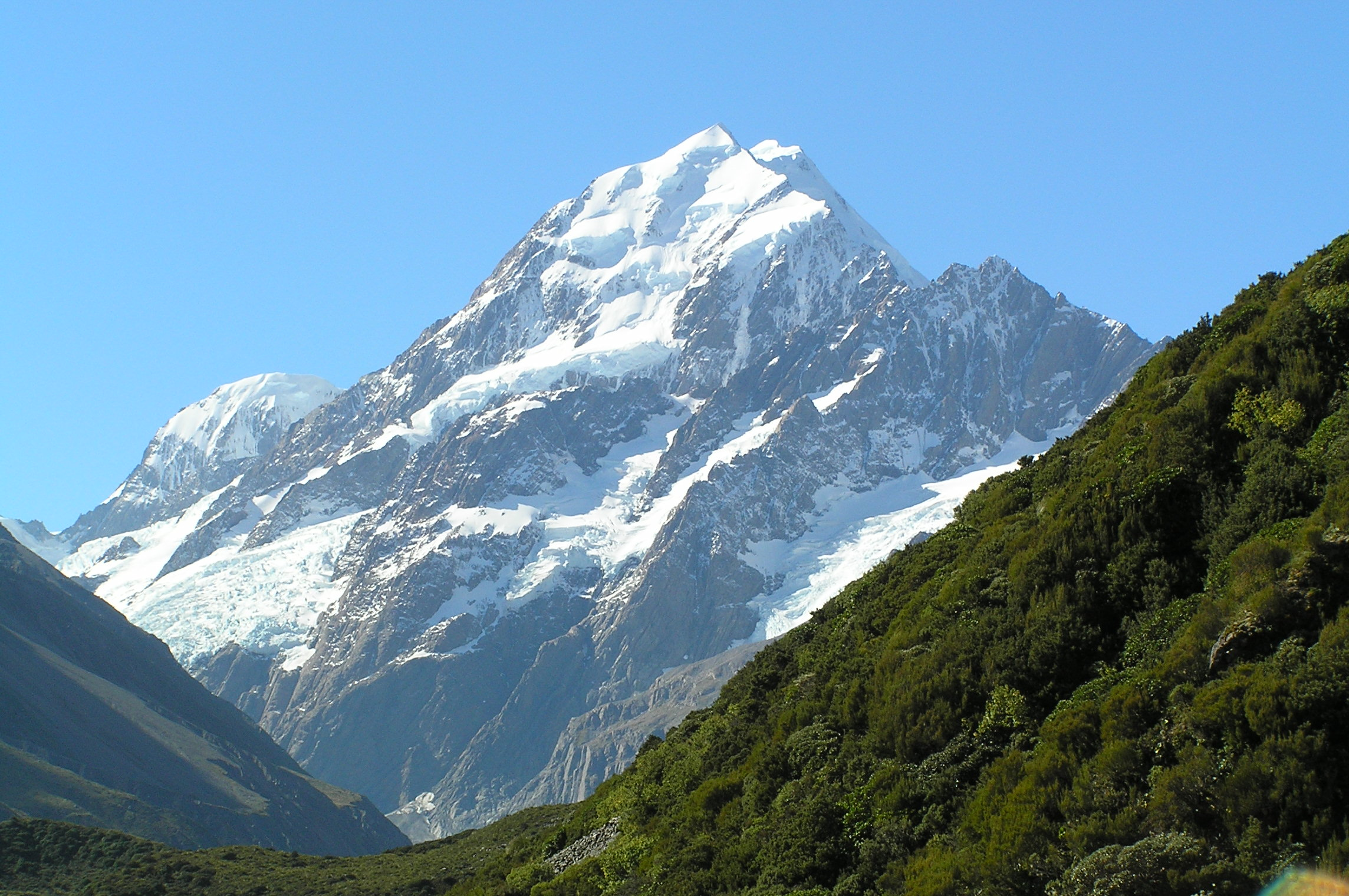
El Mont Cook, la muntanya més alta de Nova Zelanda (3754 m.).

Nova Zelanda és un llarg i estret país de terreny abrupte consistent en l'Illa del Nord i l'Illa del Sud (a més d'un petit grup d'illes). Cobreix una superfície de 166.940 km²) i 1.600 quilòmetres de longitud. Posseeix una longitud una mica major a la del Regne Unit. Nova Zelanda està situada en el Pacífic Sud, aproximadament 10.400 km al sud-oest de Sud-amèrica i a 2.250 km a l'est d'Austràlia.
L'Illa del Nord amb les seves platges daurades, els ancestrals boscos de kauris, volcans, àrees termals, i grans ciutats (entre les quals es troba Wellington, la capital), és l'illa més poblada de les dues. L'Illa del Sud amb les seves muntanyes nevades, glaceres, exuberants boscos nadius, fiords, és la major de les dues, orgullosament anomenada "la terra principal" pels habitants de la mateixa (encara que els habitants de l'Illa Nord estiguin en desacord amb això). La petita Illa Stewart (1.750 quilòmetres quadrats) un lloc verge, amb els seus boscos plens d'ocells nadius i les seves platges paradisíaques, en el lloc més al sud del país, és un dels llocs més propers a l'Antàrtida que l'home hagi arribat mai. Dins de la jurisdicció territorial de Nova Zelanda també s'inclouen un grup petit d'illes com les Chatham, Kermadec, l'Illa Campbell, Auckland, Antípodes, Les Snares, Solander i les Illes Bounty. Envoltada per l'oceà Pacífic Sud a l'est i del Mar de Tasmània a l'oest, Nova Zelanda apareix com un petit punt en el globus, malgrat tenir 1.600 quilòmetres de longitud, similar en grandària a les Illes Britàniques o al Japó.
Austràlia, a 2.092 quilòmetres al nord-oest, és el veí més proper, i per la seva relativa proximitat a Nova Zelanda són de vegades confosos com si fossin el mateix país. Però anomenar australians als "Kiwis" (així s'anomenen els habitants de Nova Zelanda) pot fer-los enfadar, Nova Zelanda és una nació totalment independent amb govern propi.

## Orografia

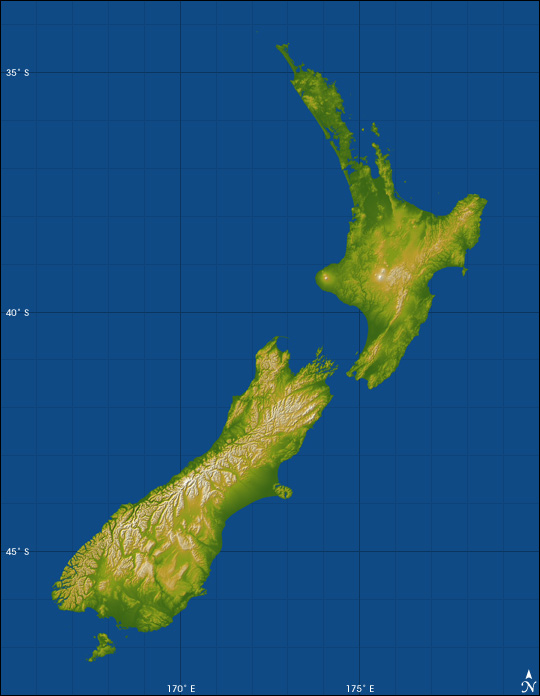
Topografia de Nova Zelanda.

El territori de Nova Zelanda consisteix en un arxipèlag principal amb dues illes grans i diverses illes a les seves costes, altres arxipèlags menors i illes allunyats, i territoris autònoms. L'arxipèlag principal consta de les illes del Nord i del Sud, separades per l'estret de Cook.
Nova Zelanda compta amb 2 illes principals a Oceania situades al Pacífic Sud. Té una àrea total de 268.680 km² (incloent les Illes Antípodes, Illes Auckland, Illes Bounty, Illes Campbell, Illes Chatham, i les Illes Kermadec) sent lleugerament menor a Itàlia o al Japó i una mica major que el Regne Unit.
Nova Zelanda té un total de 15.134 km de costa i compta amb extensos recursos marins. Reclama la setena major Zona econòmica exclusiva del món, cobrint més de 4 milions de km², més de 15 vegades la seva àrea terrestre. El país no té fronteres terrestres.
L'Illa Sud és la major massa terrestre i conté al voltant d'una quarta part de la població de Nova Zelanda. L'illa està dividida longitudinalment pels Alps del Sud, el cim del qual és el Mont Cook o Aoraki amb 3.754 m. Existeixen 18 pics que sobrepassen els 3.000 m a l'Illa del Sud. El costat oriental de l'illa es troben les Planes de Canterbury, mentre la costa occidental és famosa per les seves abruptes costes, molt alta proporció de bosc nadiu, i per les glaceres Fox i Franz Josef.
L'Illa del Nord és menys muntanyenca que l'Illa del Sud, però està marcada pel volcanisme. La major muntanya de l'illa, el Mont Ruapehu (2.797 msnm), és un volcà actiu. El Llac Taupo es troba a prop del centre de l'Illa del Nord i és el major llac en superfície del país. El llac neix en una caldera creada després de la major erupció del món dels últims 70.000 anys (Erupció Oruanui).
- Illa del Nord (North Island, «Te Ika a Maui» en maori, el peix de Maui). És l'illa amb més població on hi ha la capital Wellington i la ciutat més gran, Auckland.
  - Portland, a la badia de Hawke.
  - White, a la badia de l'Abundància, anomenada Blanca perquè sempre estava envoltada d'un núvol blanc. En realitat és un volcà.
  - Alderman, grup d'illots a la península de Coromandel.
  - Mercury, grup d'illes a la badia de Mercury.
  - Great Barrier, illa habitada que forma una barrera natural a l'entrada del golf d'Harauki.
  - Hen and Chickens, grup d'illes al nord d'Auckland.
  - Three Kings, són tres illes davant del cap nord i el seu nom fa referència als Tres Reis Mags d'Orient.
  - Kapiti, a la costa oest, és una reserva natural d'ocells.
  - Bay of Islands, és una badia amb 144 illes, declarada parc marítim i històric, on es fundà la primera colònia.

- Illa del Sud (South Island, «Te Wai Pounamu» en maori, terra del jade verd). És l'illa més gran, amb les muntanyes nevades dels Alps del Sud, glaceres, fiords i boscos exuberants.
  - Stewart, és la tercera illa en superfície, al sud de l'illa del Sud.

- Illes Chatham, arxipèlag a 800 km a l'est de l'illa del Sud. Habitades pels moriori, poble d'origen incert de cultura polinèsia, van ser envaïdes pels maoris de l'illa del Sud el 1832, i incorporades a Nova Zelanda el 1842:
  - Chatham
  - Pitt

- Illes Kermadec, a mig camí entre l'illa del Nord i les illes Tonga, van ser incorporades a Nova Zelanda el 1887:
  - Raoul
  - Macauley
  - Curtis

- Illes Subantàrtiques:
  - Bounty, illots descoberts pel vaixell Bounty abans del famós amotinament
  - Antípodes, illots situats just als antípodes del canal de la Mànega
  - Auckland, illots ocupats pels maoris el 1842, va ser una base balenera. Avui són deshabitats.
  - Campbell, és l'illa neozelandesa que es troba més al sud
  - Snares

- Territoris autònoms:
  - Tokelau
  - Illes Cook
  - Niue

## Geologia

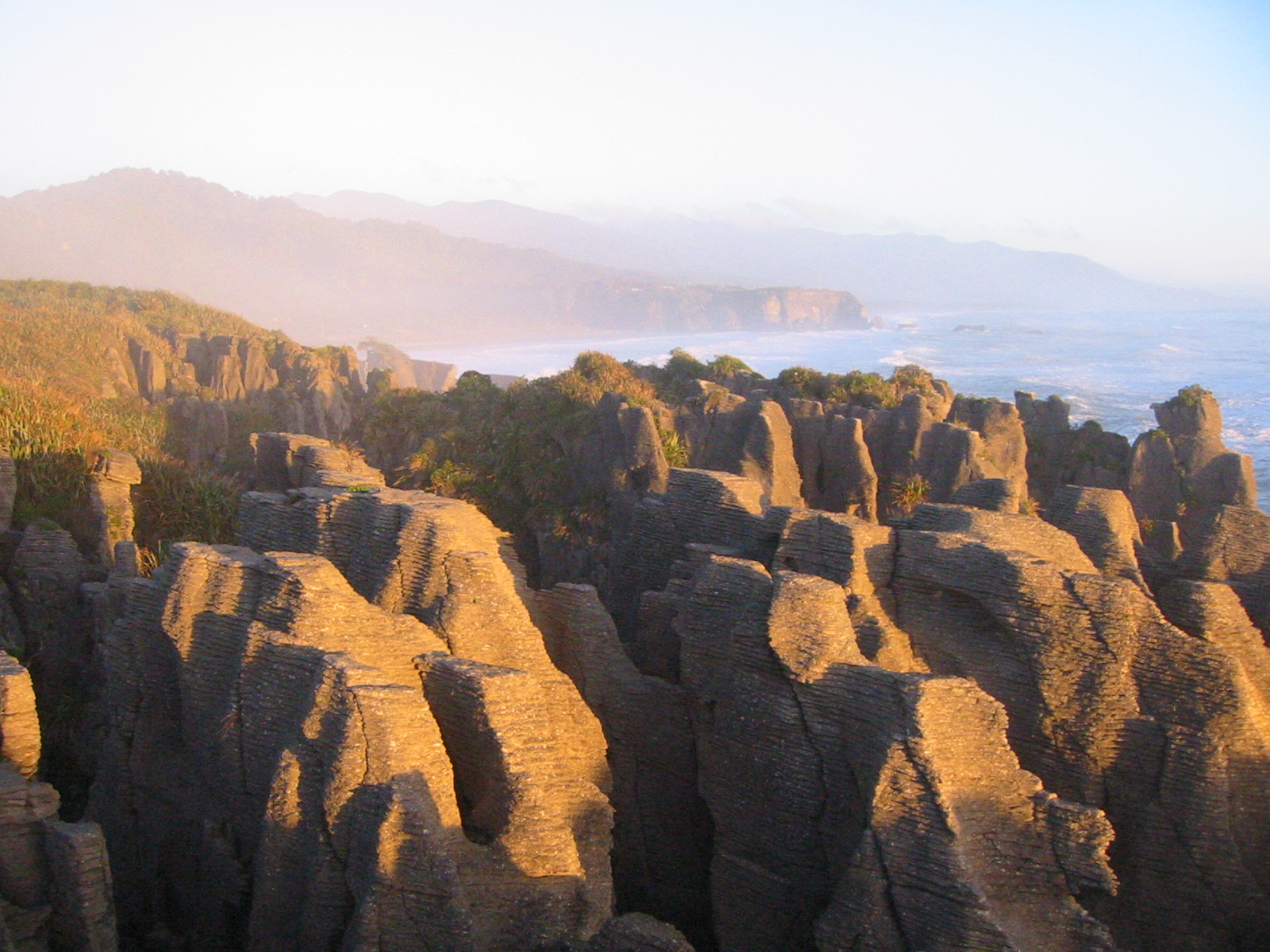
Hi ha moltes formacions de roques sedimentàries càrstiques que criden l'atenció turística com les Roques Pancake.

Nova Zelanda se situa en el límit entre dos plaques tectòniques, la Placa del Pacífic i la Placa australiana. Això provoca el vulcanisme a través de totes les illes, especialment a l'Illa del Nord. El país fa ús del seu moderat volcanisme produint energia calòrica i elèctrica en nombroses plantes hidrotermals. Nova Zelanda és capaç de proveir tota l'electricitat necessària donada la quantitat d'energia de l'aigua a l'Illa del Sud i l'energia volcànica a l'Illa del Nord. Alguns llocs volcànics són també famoses destinacions turístiques, com els guèisers de Rotorua. Les dues plaques també provoquen regulars terratrèmols encara que generalment no són greus.
Hi ha moltes formacions de roques sedimentàries càrstiques que criden l'atenció turística. Entre elles estan les Cavernes de Waitomo i les Roques Pancake.

## Geografia política

Regions de Nova Zelanda.

Nova Zelanda es divideix en regions, 7 a l'Illa del Sud i 9 a l'Illa del Nord. Nova Zelanda també té un nombre d'illes apartades que no s'inclouen en els límits regionals. Les Illes Chatham no són una regió, encara que el seu consell opera com una regió sota el "Resource Management Act". Les Illes Kermadec i les Illes subantàrtiques estan habitades només per un petit nombre de membres del Departament de Conservació de Nova Zelanda.

## Clima
El clima a Nova Zelanda és bàsicament temperat fresc a temperat càlid. les temperatures mitjanes estan entre els 8°C a l'Illa del Sud i els 16 °C a l'Illa del Nord. El gener i el febrer són els mesos més càlids mentre que el juliol és el més fred. Nova Zelanda no té una gran amplitud tèrmica, però el temps pot canviar sobtadament. Condicions subtropicals s'observen a Northland (l'extrem nord de l'Illa del Nord).
La major part de les àrees del país tenen entre 600 i 1.600 mm de precipitacions amb la major part de les pluges al llarg de la costa occidental de l'Illa del Sud i la menor a la costa oriental d'aquesta, bàsicament a les Planes de Canterbury. Christchurch és la ciutat més seca rebent uns 640 mm de pluja a l'any, mentre que Auckland és la més humida, amb gairebé el doble.
L'índex UV a Nova Zelanda pot ser molt alt en alguns llocs i extrem en els moments més càlids de l'any al nord de l'Illa del Nord. Això es deu en part a la relativament baixa contaminació de l'aire al país, comparat amb molts altres països.
Existeixen tres factors principals que influeixen en el clima de Nova Zelanda:
- La seva ubicació latitudinal on prevalen els vents de l'oest.
- El seu ambient oceànic.
- Les muntanyes, especialment els Alps del Sud.

## Ús del sòl
Els recursos naturals inclouen: carbó, or, energia hidràulica, ferro, pedra litogràfica, gas natural, sorra, i fusta.
Ús del sòl:
- Terra cultivable: 5,54%
- Cultius permanents: 6,92%
- Altres: 87,54% (2005)

Terra irrigada: 2.850 km² (2003)

## Amenaces naturals
- Els terratrèmols són comuns, encara que generalment no són greus.
- Activitat volcànica.

## Ambient
Problemes actuals són la desforestació i l'erosió del sòl. La flora i la fauna natives estan fortament danyades per les espècies invasores.